# Os cuneiforme
Os cuneiforme of os tarsale is de benaming voor een drietal wigvormige voetwortelbeenderen. Deze voetwortelbeentjes liggen tussen het os naviculare en de eerste drie middenvoetsbeentjes, mediaal van het os cuboides.
Er wordt onderscheid gemaakt tussen:
- Os cuneiforme mediale of os cuneiforme primum, het binnenste wigvormige voetbeentje
- Os cuneiforme intermedium of os cuneiforme secundum, het middelste wigvormige voetbeentje
- Os cuneiforme laterale of os cuneiforme tertium, het buitenste wigvormige voetbeentje